# Калашинивка (Сумска област)
Калашинивка (на украински: Калашинівка; на руски: Калашиновка) e село в Кролевецка градска община в Конотопски район на Сумска област, Украйна. Площта на селото е 40 хектара. 
Идентификационният код на селото според въведеният през 2020 г. Кодификатор на административно-териториалните единици и територии на териториалните общини (КАТОТТГ) е: UA59020090290090955.
Според Преброяването на населението в Украйна през 2001 г., в селото живеят 69 души.
До 2020 г. органът на местното самоуправление е бил Зазиркиският селски съвет с център село Зазирки. От 2020 г. насам, органът на местно самоуправление е Кролевецка градска община с център град Кролевец.
До 19 юли 2020 г. селото е влизало в Кролевецки район, а след като той е леквидиран, селото става част от Конотопски район.

## География
Село Калашинивка е разположено на брега на езеро, в което се влива река Ведмедивска, а изтича река Ворголка. Нагоре по течението на река Ведмедивска то граничи със село Покровское, надолу по течението на река Върголка на разстояние 1 km е село Зазирки. В близост до селото има борови гори.

## История
Историята на селото, неговото минало и настояще е тясно свързана със село Зазирки. И двете села (насред още други) са били владения на благородническия род Миклашевски.
Село Калашиновка е основано и заселено около 1690 г. като феодално владение от полковника на Стародубския полк (административно-териториална, съдебна и военна единица) в Казашкото хетманство – благородника Михаил Андреевич Миклашевски (ок. 1640 г. – 19 март 1706 г.). През 1706 г. Михаил Миклашевски е убит край полския град Несвиж в битка срещу шведите по време на Великата северна война. Многобройните му владения са разделени между синовете му Андрей, Степан и Иван. Село Калашиновка се пада на Степан Михайлович Миклашевски.
По време управлението на Степан Михайлович Миклашевски, бончуков другар, село Калашинивка (тогава слобода) принадлежи към Глуховската сотня на Нежинския полк.
В хутор Калашинивка е имало до 70 двора, в които живеело повече от 400 души. Населението се е занимавало предимно със земеделие. Сеели ръж, пшеница, просо, ечемик, овес, цвекло, коноп, лен, картофи, глухарче (използвано за производство на каучук). В собствените си градини отглеждали картофи, зеле, домати, краставици, сеели зърно и др. На най-високата точка зад селото се издигала вятърна мелница.
По време на съветската власт в селото са построени два краварника за двеста крави и конюшня за две дузини коне. По-късно е построен и телчарник (обор за телета). Калашинската бригада била подчинена на Зазиркиския колхоз, който носел името „Заозерний“ (на български: „Задезерен“). Населението се е занимавало изключително със земеделие. Нямало е нито производство на алкохол (от ечемика например), нито конезаводи, нито фабрики.
През 1960-те години в хутора са построени нов магазин и клуб със зала за 150 души, в които се прожектирали филми, изнасяли се представления на селските самодейци, имало е библиотека с 500 книги, а във фоайето жителите на селото чествали тържествени събития.

## Днешно време
Селото няма собствени предприятия. Работи само един фелдшерски пункт.